# 末祖基
末祖基，马来西亚政治人物，伊斯兰党籍，曾经担任吉打州立法议会瓜拉吉底议员。